# Omo Child: The River and the Bush
Pour plus de détails, voir Fiche technique et Distribution.
Omo Child: The River and the Bush est un film documentaire biographique et dramatique américano-éthiopien réalisé par John Rowe et sorti en 2015. 

## Synopsis
Le film suit un jeune homme qui cherche à faire changer les croyances et traditions de tribus du sud de l'Éthiopie, à savoir leurs croyances sur les malédictions apportées par certains enfants. Les membres d'une tribu en particulier, les Karas, avaient la coutume de tuer les enfants qu'ils croyaient être maudits.

## Fiche technique
- Titre : Omo Child: The River and the Bush
- Réalisation : John Rowe
- Scénario :
- Photographie : Niels Lindelin, Sebastian Humphreys, Ally Rybiki, Nicholas Wiesnet, Jordan Raabe
- Montage : Matt Skow
- Musique : Eric Poline
- Pays d'origine : États-Unis, Éthiopie
- Langue originale : anglais
- Format : couleur
- Genre : documentaire
- Durée : 89 minutes
- Dates de sortie :
  - États-Unis : 25 février 2015

## Distribution
- Lale Labuko (en)

## Récompenses
Le film a remporté seize prix et a été nommé à quatre reprises dont :
- Charleston International Film Festival 2015 :
  - prix du public du meilleur documentaire
  - prix du jury du meilleur documentaire
- Indie Fest USA International Film Festival 2015 : prix de l'excellence : mention séciale
- Mammoth Lakes Film Festival 2015 : prix du public du meilleur documentaire
- New Hope Film Festival 2015 : meilleur documentaire
- Festival international du film de Palm Beach 2015 : meilleur film documentaire
- Red Rock Film Festival (Utah) 2015 : prix du public du film documentaire
- Sun Valley Film Festival 2015 : One in a Million: Documentary
- Tallgrass International Film Festival 2015 : Golden Strands du documentaire
- Washington DC Independent Film Festival 2015 : prix du public du meilleur film documentaire
- Wine Country Film Festival 2015 : prix du film documentaire